# Jönstjärnen, Hälsingland
Jönstjärnen är en sjö i Ovanåkers kommun i Hälsingland och ingår i Ljusnans huvudavrinningsområde. Sjön har en area på 0,057 kvadratkilometer och ligger 251,1 meter över havet.

## Delavrinningsområde
Jönstjärnen ingår i det delavrinningsområde (679398-149042) som SMHI kallar för Utloppet av Övre Tälningen. Medelhöjden är 276 meter över havet och ytan är 13,06 kvadratkilometer. Räknas de 2 avrinningsområdena uppströms in blir den ackumulerade arean 39,97 kvadratkilometer. Nedre Tälningsån (Övre Tälningsån) som avvattnar avrinningsområdet har biflödesordning 4, vilket innebär att vattnet flödar genom totalt 4 vattendrag innan det når havet efter 116 kilometer. Avrinningsområdet består mestadels av skog (82 procent). Avrinningsområdet har 1,9 kvadratkilometer vattenytor vilket ger det en sjöprocent på 14,6 procent.